# Sevdalin Marinov
Pour les articles homonymes, voir Marinov.
Sevdalin Marinov, né le 11 juin 1968 à Assénovgrad, est un haltérophile bulgare.

## Palmarès

### Jeux olympiques
- Séoul 1988
  -  Médaille d'or en moins de 52 kg.

### Championnats du monde
- Ostrava 1987
  -  Médaille d'or en moins de 52 kg.
- Sofia 1986
  -  Médaille d'or en moins de 52 kg.
- Södertälje 1985
  -  Médaille d'or en moins de 52 kg.

### Championnats d'Europe
- Aalborg 1990
  -  Médaille d'or en moins de 56 kg.
- Cardiff 1988
  -  Médaille d'or en moins de 52 kg.
- Reims 1987
  -  Médaille d'or en moins de 52 kg.
- Karl-Marx-Stadt 1986
  -  Médaille d'or en moins de 52 kg.
- Katowice 1985
  -  Médaille d'or en moins de 52 kg.
- Athènes 1989
  -  Médaille d'argent en moins de 56 kg.

### Jeux du Commonwealth
- Victoria 1994
  -  Médaille d'or en moins de 64 kg.